# Bausch & Lomb Championships 1995
Il  Bausch & Lomb Championships 1995 è stato un torneo di tennis giocato sulla terra verde. È stata la 16ª edizione del torneo, che fa parte della categoria Tier II nell'ambito del WTA Tour 1995. Si è giocato all'Amelia Island Plantation di Amelia Island negli USA dal 3 al 9 aprile 1995.

## Campionesse

### Singolare
Conchita Martínez ha battuto in finale  Gabriela Sabatini con il punteggio di 6–1, 6–4

### Doppio
Amanda Coetzer /  Inés Gorrochategui hanno battuto in finale  Nicole Arendt /  Manon Bollegraf con il punteggio di 6–2, 3–6, 6–2